# Ільїнське сільське поселення (Слободський район)
Ільї́нське сільське поселення (рос. Ильинское сельское поселение) — адміністративна одиниця у складі Слободського району Кіровської області Росії. Адміністративний центр поселення — село Ільїнське.

## Історія
Станом на 2002 рік на території сучасного поселення існували такі адміністративні одиниці:
- Ільїнський сільський округ (село Ільїнське, селище Рибопитомнік присілки Білорибці, Малі Касьяни, Мінчаки, Слободка, починок Бор)
- Салтиківський сільський округ (селища Білохолуницький роз'їзд, Петріно, Турбаза, присілки Понизовьє, Салтики, Яговкіно)
- частина Стуловського сільського округу (присілки Бажгали, Боронське)

Поселення було утворене згідно із законом Кіровської області від 7 грудня 2004 року № 284-ЗО у рамках муніципальної реформи шляхом об'єднання Ільїнського та Салтиківського сільських округів.
Станом на 2002 рік присілки Бажгали та Боронське перебували у складі Стуловського сільського округу, а вже станом на 2004 рік — у складі Салтиківського сільського округу.

## Населення
Населення поселення становить 1911 осіб (2017; 1958 у 2016, 1990 у 2015, 1955 у 2014, 1975 у 2013, 1986 у 2012, 1979 у 2010, 2119 у 2002).

## Склад
До складу поселення входять 13 населених пунктів:
| Населений пункт                 | Населення, осіб (2002) | Населення, осіб (2010) |
| ------------------------------- | ---------------------- | ---------------------- |
| Бажгали, присілок               | 0                      | 10                     |
| Білорибці, присілок             | 0                      | -                      |
| Білохолуницький роз'їзд, селище | 8                      | 8                      |
| Бор, починок                    | 0                      | 0                      |
| Боронське, присілок             | 1                      | 9                      |
| Ільїнське, село                 | 1285                   | 1168                   |
| Малі Касьяни, присілок          | 2                      | 2                      |
| Мінчаки, присілок               | 0                      | -                      |
| Петріно, селище                 | 1                      | 3                      |
| Понизов'є, присілок             | 0                      | 10                     |
| Рибопитомнік, селище            | 30                     | 30                     |
| Салтики, присілок               | 525                    | 488                    |
| Слободка, присілок              | 137                    | 117                    |
| Турбаза, селище                 | 0                      | 0                      |
| Яговкіно, присілок              | 130                    | 134                    |